# Popovice (Benešovi járás)
Popovice település Csehországban, a Benešovi járásban. Popovice Bystřice, Postupice és Jankov településekkel határos. Lakosainak száma 289 fő (2024. január 1.).

## Népesség
A település lakosságának változását az alábbi diagram mutatja:
| Lakosok száma | 1229 | 1230 | 1054 | 607  | 337  | 259  | 271  | 279  | 282  | 289  |
|               | 1869 | 1890 | 1921 | 1950 | 1980 | 2001 | 2017 | 2019 | 2022 | 2024 |